# Stanton-on-the-Wolds
Stanton-on-The-Wolds lub Stanton on the Wolds – wieś i civil parish w Anglii, w Nottinghamshire, w dystrykcie Rushcliffe. W 2011 civil parish liczyła 388 mieszkańców. Stanton on the Wolds jest wspomniana w Domesday Book (1086) jako Stantun(e).